# Фуентелаігера-де-Альбатахес
Фуентелаігера-де-Альбатахес (ісп. Fuentelahiguera de Albatages) — муніципалітет в Іспанії, у складі автономної спільноти Кастилія-Ла-Манча, у провінції Гвадалахара. Населення — 131 особа (2010).
Муніципалітет розташований на відстані близько 55 км на північний схід від Мадрида, 20 км на північний захід від Гвадалахари.

## Демографія
Динаміка населення (INE ):

## Галерея зображень

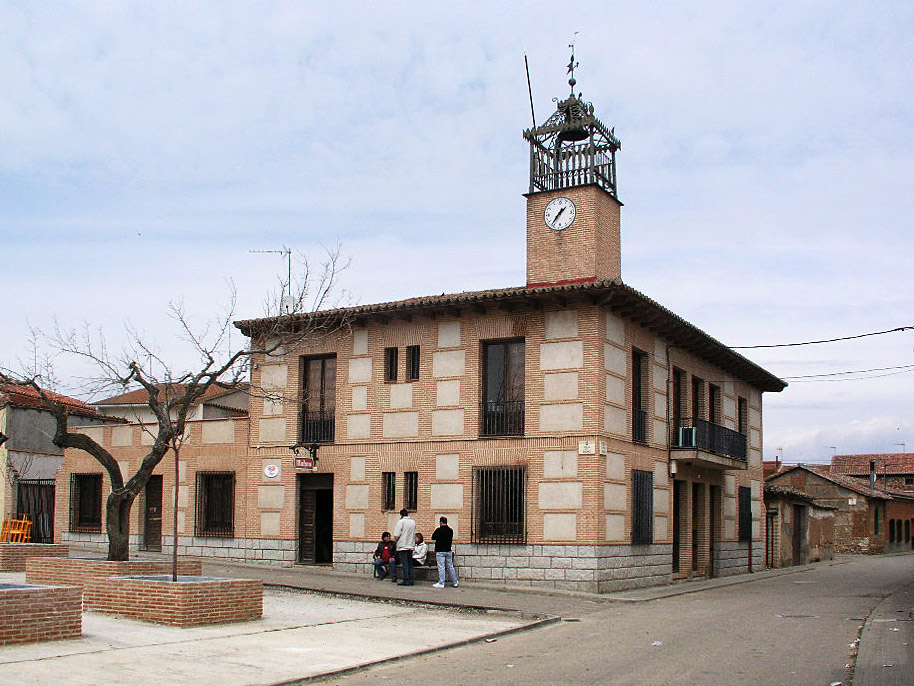
Муніципальна рада Фуентелаігери